# 陳大恩
陳大恩（？—1795年），為中國清朝武官官員，本籍福建。陳大恩於1794年（乾隆59年）奉旨接替特克什布，於台灣地區擔任台灣北路協副將。而隸屬台灣鎮之下的此官職是台灣清治時期中的這階段，台南以北之台灣中南部及北部的駐地最高武官將領，死於天地會陳周全起義。